# The One (Viena)
The One, también conocido como MGC Plaza 1, es un edificio residencial de gran altura situado en el distrito Landstraße de Viena. Construido entre 2020 y 2023, la torre tiene 128 metros y 39 plantas y es, a fecha de 2025, el séptimo edificio más alto de Austria.
La torre fue diseñada por el estudio de arquitectura StudioVlayStreeruwitz y construida a partir de 2019 en conjunto por la Asociación de Vivienda para Empleados Privados (WBV-GPA) y Neues Leben. El coste de construcción se estimó en unos 110 millones de euros. Del total de 402 unidades de apartamentos que alberga la torre, 178 de ellos de alquiler.
The One comparte la zona base con los rascacielos vecinos Helio Tower y Q-Tower.
El edificio presenta superficies verticales que consisten en logias, jardines de invierno y balcones apilados verticalmente.

## Galería

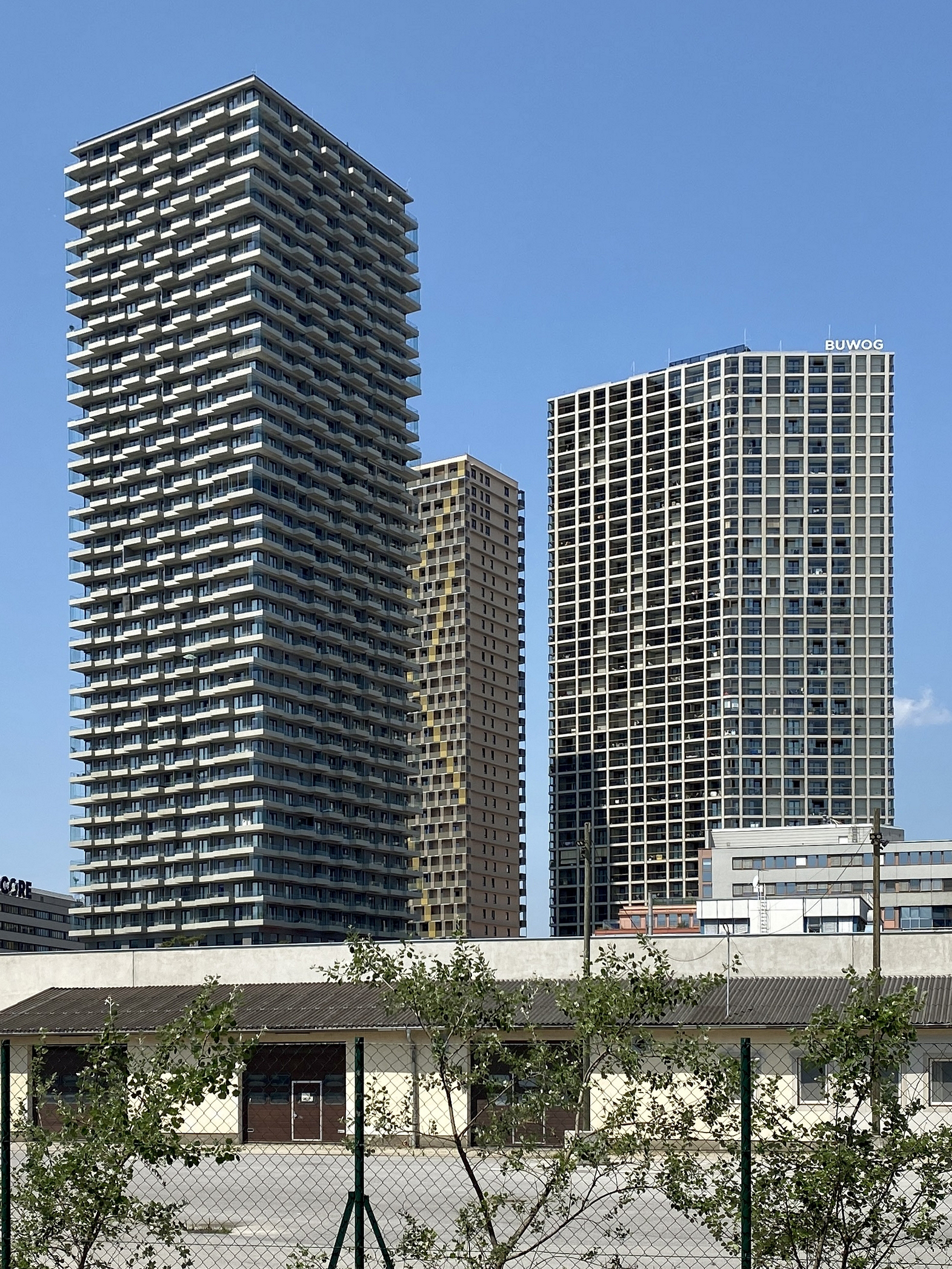
The One (izquierda) como parte del complejo de edificios «The Marks» con Q-Tower (atrás) y Helio Tower (derecha)